# Svartkindad skogssångare
Svartkindad skogssångare (Basileuterus melanogenys) är en fågel i familjen skogssångare inom ordningen tättingar. Den förekommer i bergstrakter i Centralamerika, i Costa Rica och Panama. Arten minskar i antal, men beståndet anses ändå vara livskraftigt.

## Utseende och läte
Svartkindad skogssångare är en 13-13,5 cm lång skogssångare med rostfärgad hjässa, långt vitt ögonbrynsstreck och svarta kinder. Ovansidan är dovt olivfärgad, bröstet är olivgrått och buken är gulvit. Könen är lika, men ungfåglarna är brunare ovan, har otydligare ögonbrynsstreck, ett gråare bröst samt uppvisar två kanelfärgade vingband. Lätet är ett hårt "tsit" och hanens sång ett läspande "tsi tsi wee tsi tsi wu tsi wee".

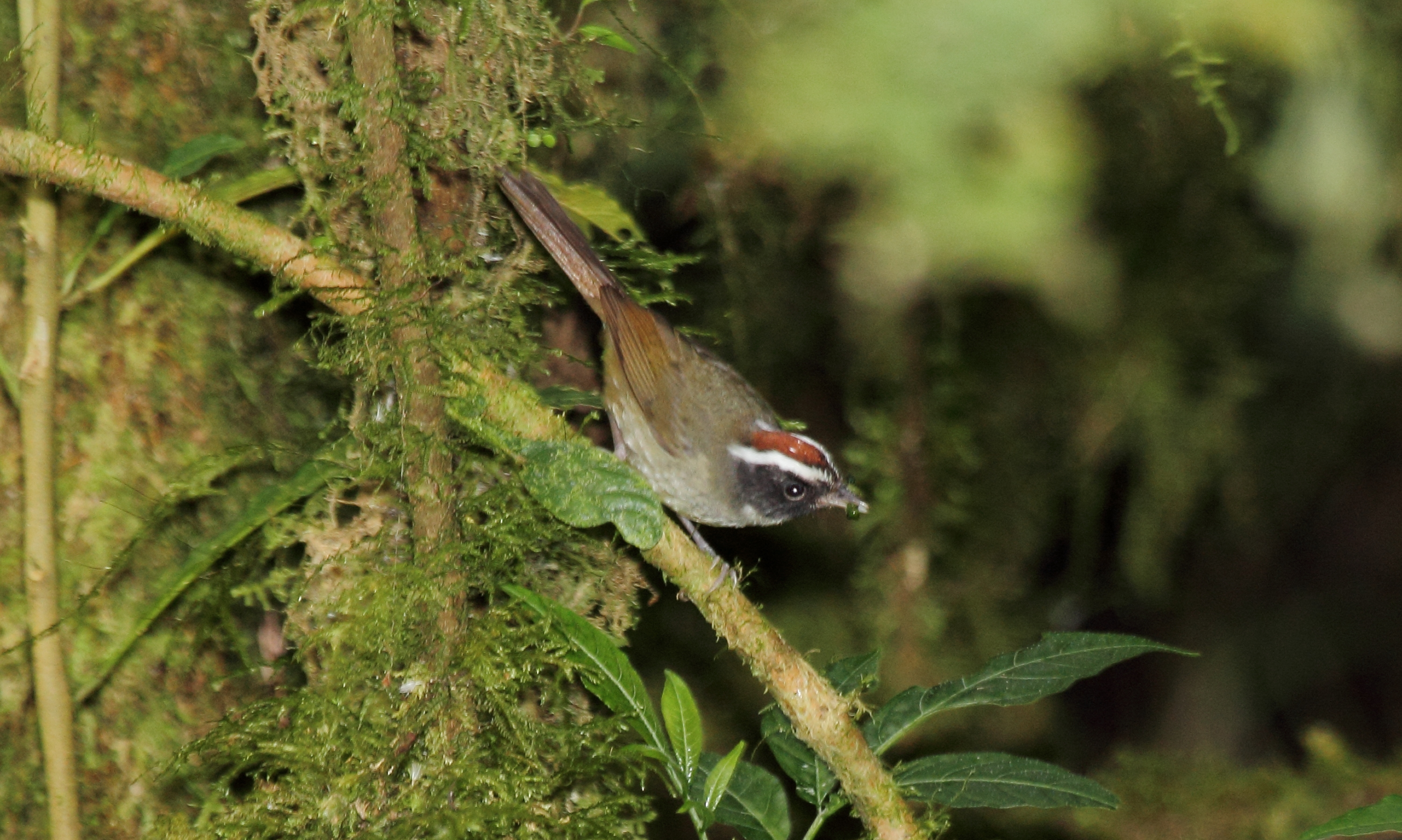

## Utbredning och systematik
Svartkindad skogssångare förekommer i högländer i Centralamerika. Trots sitt begränsade utbredningsområde delas den in i tre underarter med följande utbredning:
- Basileuterus melanogenys melanogenys – Costa Rica

Utbredningsområdet för svartkindad skogssångare.

- Basileuterus melanogenys eximius – västra Panama (Chiriquí)
- Basileuterus melanogenys bensoni – västra Panama (Veraguas)

## Levnadssätt
Svartkindad skogssångare återfinns i ekskog med tät undervegation av bambu från 2500 meters höjd till trädgränsen, men har tillfälligt påträffats ner till 1600 meters höjd. Den lever huvudsakligen av insekter, spindlar och andra små ryggradslösa djur som den plockar lågt i undervegetationen. Paret bygger ett rätt skrymmande kupolformat bo med sidoingång som placeras på en sluttande jordbank eller i en ravin, vari honan lägger två vita ägg.

## Status och hot
Arten har ett stort utbredningsområde och en stor population, men tros minska i antal till följd av habitatförstörelse, dock inte tillräckligt kraftigt för att den ska betraktas som hotad. Internationella naturvårdsunionen IUCN kategoriserar därför arten som livskraftig (LC). Beståndet uppskattas till färre än 50 000 vuxna individer, men beskrivs ändå som vanlig.

## Taxonomi och namn
Svartkindad skogssångare beskrevs taxonomiskt som art av Baird 1865. Dess vetenskapliga artnamn melanogenys betyder just "svartkindad".